# Ібріану (Димбовіца)
Ібріану (рум. Ibrianu) — село у повіті Димбовіца в Румунії. Входить до складу комуни Корнешть.
Село розташоване на відстані 42 км на північний захід від Бухареста, 34 км на південний схід від Тирговіште, 99 км на південь від Брашова.

## Населення
За даними перепису населення 2002 року у селі проживали 938 осіб, усі — румуни. Усі жителі села рідною мовою назвали румунську.